# Sex Rouge (Wildhornmassivet)
Sex Rouge är en bergstopp i Schweiz.   Den ligger i distriktet Hérens och kantonen Valais, i den sydvästra delen av landet, 70 km söder om huvudstaden Bern. Toppen på Sex Rouge är 2 893 meter över havet, eller 180 meter över den omgivande terrängen. Bredden vid basen är 1,9 km.
Terrängen runt Sex Rouge är huvudsakligen bergig, men den allra närmaste omgivningen är kuperad. Runt Sex Rouge är det ganska tätbefolkat, med 104 invånare per kvadratkilometer.. Närmaste större samhälle är Sion, 11,6 km söder om Sex Rouge. 
I omgivningarna runt Sex Rouge växer i huvudsak blandskog.